# Мария Димова
Мария Каменова Димова е българска балерина, балетмайстор.
Родена е в семейство на учители в гр. Фердинанд, днес Монтана.
Следва в Дрезденския университет немска филология и едновременно с това учи в танцовата школа на Мари Вигман. По-късно заминава за Париж, където изучава особеностите на модерния балет. През 1928 година завършва танцовата школа на Трюмни в Берлин. Намесата на хитлеристката власт в културния живот в Германия принуждава Димова да се завърне в България.
Известно време учителства в село Мала Кутловица (днес квартал на Монтана), но напуска, за да се отдаде на балета. С няколко свои танцови композиции в столичния салон „Роял“, Димова прави първите си опити за създаване на самобитна българска балетна хореография.
През 1941 – 42 година работи в Русенския общински театър. През 1942 година става асистент на балета на Софийската народна опера, като първата ѝ самостоятелна постановка е на танцовата драма на Марин Големинов „Нестинарка“. Освен в България, постановката е изнасяна и на сцената на Държавната опера във Франкфурт на Майн. По пътя към изграждане на национален стил в балета, Димова създава и постановките си по симфоничните творби „Приказка“ и „Тракия“ от Петко Стайнов и „Герман“ на Филип Кутев.
Мария Димова загива на 42 години по време на въздушна бомбардировка над Виена.